# Староміська вулиця (Мелітополь)
Староміська вулиця — вулиця у Мелітополі. Починається від Покровської вулиці, йде на південь, перетинає Інтеркультурну вулицю й закінчується в індустріальній забудові.

## Назва
Назва вулиці пов'язана з тим, що вона знаходиться в старому районі міста, забудованому, принаймні, з XIX століття.

## Історія
1890 року вулиця згадується як Харківська.
25 жовтня 1921 року перейменована на вулицю Раковського.
17 червня 1929 року перейменована на вулицю Красіна — на честь Леоніда Красіна (1870—1926) — радянського державного діяча та дипломата.
У зв'язку з законом про декомунізацію в 2016 році вулиця перейменована на Староміську.
7 квітня 2023 року, під час Російського вторгнення в Україну, російська окупаційна влада Мелітополя видала наказ про перейменування рос. «Старогородской улицы» на рос. «Старогородковскую улицу».